# Висхідна глоткова артерія
Висхідна глоткова артерія (лат. а. pharyngea ascendens)  — це невелика парна кровоносна судина, що відходить від зовнішньої сонної артерії та постачає артеріальну кров глотки, м'якого піднебіння, піднебінного мигдалика, барабанної порожнини (a. tympanica inferior), твердої мозкової оболони задньої черепної ямки (a. meningea posterior).

## Топографія
Висхідна глоткова артерія відходить від зовнішньої сонної артерії на її задній поверхні в ділянці відгалуження (0.5 — 1 см) від загальної сонної артерії. Судина прямує вгору між зовнішньою та внутрішньою сонною артеріями до основи черепа та лежить на довгому м'язі голови (m. longus capitis).